# 한국원자력통제기술원
한국원자력통제기술원(韓國原子力統制技術院, Korea Institute of Nuclear Nonproliferation and Control, KINAC)은 대한민국 원자력법에 의거하여 2006년 6월 설립된 대한민국 유일의 핵물질 통제업무 전문기관으로, 핵물질 계량관리를 위한 안전조치, 원자력 수출 품목에 대한 기술 판정을 하는 수출입통제, 원자력 시설 등의 방호 검사 및 핵물질 운반 검사 등을 수행하는 물리적방호 업무와 관련된 R&D 등을 주요업무로 하고 있다. 대한민국 원자력안전위원회 산하 기타공공기관으로 지정되어 있으며, 대전광역시 유성구 유성대로 1534에 위치하고 있다.

## 설립근거
- 원자력안전법[1]
- 핵비확산조약(NPT), 국제원자력기구(IAEA) 전면안전조치협정 및 추가의정서

## 설립 목적
- 원자력의 평화적 목적 외 전용 방지
- 핵비확산에 관한 국제규범의 준수
- 핵 투명성 관련 국제협력 강화
- 국제사회의 신뢰를 통한 원자력의 평화적 이용확대에 기여

## 임무
- 핵물질 계량관리에 관한 심사 및 검사
- IAEA 전면안전조치협정 및 추가의정서 이행
- 핵물질 등 국제규제물자 및 관련기술의 수출입 통제
- 핵물질 및 원자력시설의 물리적방호에 관한 심사 및 검사
- 원자력통제 관련 연구 및 기술개발
- 원자력통제 관련 국제협력 지원
- 원자력통제 관련 교육 등
  - 원자력안전법 제7조(통제기술원의 사업)에 명시된 내용

## 연혁
- 1975년: 한-IAEA 전면안전조치 협정 체결
- 1992년: 남북핵통제공동위원회(JNCC, Joint Nuclear Control Committee) 설립
- 1994년: 원자력통제기술센터(한국원자력연구소 내) 발족
- 1997년: 국가 계량관리 검사 시행
- 1999년: 국제원자력기구(IAEA) 추가 의정서 서명
- 2003년: 「원자력시설등의 방호 및 방사능 방재 대책법」 공포
- 2004년 9월: 대한민국 국가안전보장회의(NSC) 상임위, 국가원자력통제체제 강화 계획 발표
- 2004년 10월: 국가원자력관리통제소 개소
- 2006년: 한국원자력통제기술원 개원
- 2008년: 통합 안전조치 진입 및 신청사 이전
- 2014년: 국제핵안보교육훈련센터 개소

## 조직

### 이사회
- 감사

#### 원장
- 원자력통제본부
  - 안전조치실
  - 수출입통제실
  - 물리적방호실
  - 사이버보안실
- 정책연구센터
  - 정책연구실
  - 기술개발실
- 교육훈련센터
- 경영관리부
  - 기획예산실
  - 행정지원실
  - 홍보협력실